# Bolschoi Don Kosaken
Die Bolschoi Don Kosaken sind ein österreichischer Männerchor, der 1981 von Petja Houdjakov gegründet wurde und heute noch von ihm geleitet wird. Sie sind weltweit der einzige Männerchor, der nur aus Opernsolisten besteht. Das Repertoire umfasst russische Volkslieder und sakrale Gesänge. Bei großen Konzerten wird der Chor auch von Tänzern begleitet. Die rund 50 Chor-Mitglieder sind alle russischstämmig und fast ausschließlich im Westen lebend. Nur einige kommen aus verschiedenen russischen Städten wie Moskau, Jekaterinburg, St. Petersburg oder Samara, sowie aus Bulgarien.

## Geschichte
Vorgänger-Chor der Bolschoi Don Kosaken ist der Chor Don Kosaken von Rostov, der 1979 von Petja Houdjakov in Berlin gegründet wurde, nachdem der Don Kosaken Chor Serge Jaroff wegen Krankheit des Leiters aufgelassen wurde. Houdjakov war damals ein junger Musiker und wurde von der Agentur Collin gebeten, die bereits gebuchten Konzerte zu übernehmen. Die ursprüngliche Zusammensetzung bestand aus einigen Übernahmen des Don Kosaken Chores Serge Jaroff (wie zum Beispiel Michael Minsky, Wanja Hlipka, Bogumil Manov, Sadko Krastev, Igor Bleicher, Igor Ostopovic und andere) sowie Neuzugängen, die Houdjakov aus diversen Opernhäusern zusammenholte. Das erste Konzert gaben die Don Kosaken von Rostov im Internationalen Congress Centrum (ICC) in Berlin. Bereits zwei Jahre später, also 1981, entstanden daraus die Bolschoi Don Kosaken, wie sie sich ab diesem Zeitpunkt nannten.
Seit 1984 ist der Chor in Österreich ansässig, von wo aus die Tourneen nach Deutschland, in die Schweiz oder andere europäische Länder gestartet werden. Während dieser Zeit leben die Mitglieder im sogenannten „Kosakenhaus“ von Petja Houdjakov und Valerie Houdjakov (Sängerin, Pianistin und Managerin des Chores) im niederösterreichischen Strasshof an der Nordbahn. Das längst gediente Chormitglied ist derzeit Ljubomir Diakovsky (lyrischer Tenor), der bereits seit 1986 dabei ist.

## Leitung
Die musikalische und künstlerische Leitung hat seit der Gründung Petja Houdjakov über. Erster Dirigent ist Ivan Schalliev, der seit 1988 den Takt vorgibt. Der gebürtige Bulgare wurde 1987 in Italien unter Chordirigenten aus aller Welt mit dem ersten Preis, dem Diplom für gute Interpretation moderner Chorpartitur, ausgezeichnet. Schalliev ist berühmt für seinen Körpereinsatz beim Dirigieren, mit dem er die Sänger zu Höchstleistungen provoziert. Zweiter Dirigent ist Viatcheslav Prutskikh, der auch der außergewöhnliche Basso profondo des Chores ist. Repertoire, Russisches Liedgut – von der Tradition zur Moderne

## Erscheinungsbild
Die Bolschoi Don Kosaken treten bei ihren Konzerten und Vorstellungen ausschließlich in traditionell russischen Kosaken-Uniformen auf, die bühnengerecht aufgemacht sind, bis hin zu den Patronen-Attrappen. Der rote Schal, bei den feierlichen Uniformen, war früher bei den berittenen Kosaken aus Leder und diente als Lasso oder als Schutz vor dem Sand. Weitere Uniformen bestehen aus dunklen Hosen und bunten Kosaken-Hemden, in denen dann die fröhlicheren Stücke dargeboten werden.

## Diskografie (Auswahl)
Die CDs der Bolschoi Don Kosaken werden ausschließlich mit den Originalsängern aufgenommen. Oft sind Live-Mitschnitte und Studioaufnahmen gemischt.
- Bolschoi Don Kosaken. CD. Konzert. Lera-21091942-1
- Bolschoi Don Kosaken. CD. Beliebte Lieder live. Lera-21091942-2
- Bolschoi Don Kosaken. CD. Millenium 1/2. Lera-095255-1/2
- Bolschoi Don Kosaken. DVD. Historie 1984–2013. (2014)

## Ehrungen
Stellvertretend für die Bolschoi Don Kosaken, hat Chorleiter Petja Houdjakov schon einige Auszeichnungen entgegengenommen:
- 2019 Puschkin-Medaille für Prof. Petja Houdjakov
- 2018 Medaille der kosakischen Gemeinde St. Petersburg
- 2014 Kultur-Ehrenpreis der Marktgemeinde Strasshof an der Nordbahn
- 2014 Ehrenkreuz für Wissenschaft und Kunst
- 2012 Goldenes Ehrenzeichen für Verdienste um das Bundesland Niederösterreich
- 2007 Russische Medaille „Peter der Große“ (2. Grades)
- 2007 Russische Goldene Medaille „Verdienste um Kultur“
- 2005 Goldenes Verdienstzeichen des Bundeslandes Burgenland für kulturelle Verdienste
- 2001 Würdigung für Verdienste der russischen Kultur im Ausland
- 2001 Verleihung des Berufstitels „Professor“
- 2000 Plakette der Humboldt-Universität für kulturelle Verdienste in Berlin
- 1996 Goldene Schallplatte von EMI Austria
- 1994 Goldenes Verdienstzeichen des Landes Wien für kulturelle Verdienste